# تتا¹ صلیب
تتا¹ صلیب یک ستاره است که در صورت فلکی چلیپا قرار دارد.